# Рахіт
Рахі́т (від грец. ῥάχις — хребет) — захворювання дітей грудного і раннього віку, яке полягає в порушенні мінерального обміну, насамперед фосфорно-кальцієвого, що призводить до розладу правильного утворення скелета та функцій внутрішніх органів і систем. На рахіт хворіють діти переважно у віці від 3 міс. до 1 року, часто на 2-му і значно рідше на 3—4-му році життя. Рахіт описано в середині XVII ст. Гліссоном.
Рахіт є поширеним захворюванням серед дітей. Захворюваність залежить від соціально-економічного, культурного рівня населення, гігієнічних умов життя, вигодовування дитини, генетичної схильності.
Кальциферол (вітамін D) — єдиний вітамін, який сам може утворюватися в організмі з провітаміну дегідрохолестерину, що міститься в епідермісі, капілярах шкіри. Під дією ультрафіолетового опромінення дегідрохолестерин у шкірі перетворюється на холекальциферол (вітамін D).
Для правильного розвитку кісткової системи необхідні холекальциферол та інші вітаміни. Відсутність ретинолу та тіаміну веде до розвитку остеопорозу. Аскорбінова кислота сприяє кращому засвоєнню кальциферолу і посилює його дію. Тому рахіт треба розцінювати як полігіповітаміноз при основному значенні нестачі кальциферолу. Під час рахіту слід враховувати нестачу кальцію, фосфору і мікроелементів — цинку, заліза, кобальту, міді і магнію.
Після всмоктування в кишках холекальциферол, зв'язаний з транспортним білком, перетворюється в печінці на оксивітамін D (25-дигідроксихолекальциферол). Останній у ниркових канальцях перетворюється в активну форму — 1,25-дегідроксихоле-кальциферол, котрий бере участь у фосфорно-кальцієвому обміні '(синтез білка, що зв'язує кальцій, всмоктування кальцію в кишках, синтез цитрату в тканинах).
Явища рахіту можуть спостерігатися за недостатнього надходження кальцію з їжею, при зв'язуванні його в кишках фітином і щавлевою кислотою, у разі стеатореї (втрата жирів та надмірне виділення кальцію), при підвищеному виділенні кальцію і фосфору з сечею, порушенні остеогенезу. Найкраще всмоктування кальцію в кишках відбувається у разі добового надходження щонайменше 300 мг кальциферолу. Чинниками, які сприяють виникненню рахіту, є недоношеність, раннє змішане і штучне вигодовування, нераціональне харчування, погані побутові умови, часті захворювання органів дихання і травної системи, народження дитини в осінньо-зимовий період.
На обмін кальцію впливають прищитоподібна, щитоподібна залози, надниркові залози і гіпофіз. При гіповітамінозі D регуляторну функцію бере на себе паратгормон.
На рахіт хворіють як люди, так і тварини.

## Класифікація рахіту
Згідно з сучасною класифікацією рахіту розрізняють періоди хвороби, тяжкість процесу і його перебіг.

## Клінічні прояви
Початковий період рахіту у дітей діагностується найчастіше у віці 2—3 міс і проявляється змінами вегетативної нервової системи. Дитина неспокійна, погано спить, відзначається пітливість, особливо голови, підвищена вазомоторна збудливість і чутливість шкіри. Діти другого півріччя життя стають лякливими. На шкірі з'являється пітниця: при цьому піт подразнює шкіру та спричинює свербіння. Дитина неспокійна, крутиться на подушці, через це витирається волосся на потилиці, з'являється облисіння.
Через 2—3 тижні після появи змін з боку нервової системи виявляють кісткові зміни. Краї переднього тім'ячка стають м'якими, піддатливими, виникає розм'якшення в ділянці заднього тім'ячка, за ходом лямбдоподібного і стрілового швів, луски потиличної кістки, тім'яних кісток — краніотабес.
Рахіт уражає увесь скелет, але передусім ті кістки, які в цей період ростуть найбільш інтенсивно. За кістковими деформаціями можна робити висновок про час появи рахіту. Викривлення кісток голови виникає в перші 3 місяці життя, кісток тулуба і грудної клітки — через 3—6 місяців, кінцівок — у другому півріччі.
При гострому перебігу переважають ознаки розм'якшення (остеомаляції) і деформації, при підгострому — розростання кісткової тканини (остеоїдна гіперплазія).
М'якість кісток черепа сприяє появі деформацій: плоска потилиця, асиметрії.
Одночасно з розм'якшенням кісток черепа збільшуються лобні та тім'яні горби, які надають голові квадратної форми, рідше — сідницеподібної. Зуби з'являються пізно, відзначається схильність до карієсу, що зумовлюється вадами зубної емалі.
На грудній клітці в місцях з'єднання кісткової і хрящової частин ребер утворюються потовщення — вервиці. М'якість ребер сприяє появі бічних здавлень, посилюється кривина ключиць. З'являється деформація грудної клітки у вигляді поперечного заглиблення (борозна Гаррісона), розміщеного відповідно до лінії прикріплення діафрагми. Передня частина грудної клітки разом з грудиною може виступати вперед у вигляді «курячих грудей» або «корабельного кіля». При здавлюванні мечоподібного відростка груднини утворюються «груди шевця». Може бути дугоподібне викривлення хребта назад — кіфоз (рахітичний горб) або сколіоз — бічні викривлення.
Після 6—8 місяців з'являються деформації кінцівок: 
- а) «рахітичні браслетки», «нитки перлів», зумовлені потовщенням епіфізів кісток;
- б) викривлення довгих трубчастих кісток (найчастіше нижніх кінцівок) — О-подібні та Х-подібні ноги;
- в) деформація кісток таза (при тяжких формах) — плоский рахітичний таз.

З'являється розхитаність суглобів, збільшується кількість рухів у них (у зв'язку з гіпотонією м'язів) — діти можуть закидати ногу до обличчя, за голову. Збільшується живіт — стає жаб'ячим (гіпотонія м'язів черевного преса та гладких м'язів кишок). Діти, хворі на рахіт, пізніше починають сидіти, стояти, ходити.
У період реконвалесценції основні симптоми рахіту зменшуються: відновлюється дія нервової системи, ущільнюються кістки, зменшується їхнє спотворення, нормалізуються обмінні процеси.
У віці 2—3 років після перенесеного рахіту середнього або тяжкого ступеня у дитини спостерігаються залишкові зміни — кісткові викривлення, збільшені печінка та селезінка.
Розрізняють три ступені тяжкості рахіту:
- I ступінь (легкий) — вирізняється слабко вираженими ознаками з боку нервової та кісткової систем: пітливість, неспокій, розм'якшення кісток черепа незначні, вервиці нечітко виражені.
- II ступінь (середньої тяжкості) — розвивається через 1,5—2 місяці від початку захворювання. Порушується загальний стан дитини, відзначаються помірно виражені зміни з боку нервової, м'язової та кісткової систем, можуть збільшуватися печінка та селезінка.
- III ступінь (тяжкий) — ураження нервової та кісткової систем значні, знижується тонус м'язів, суглоби розхитані, виражені кісткові спотворення, збільшені печінка та селезінка. Спостерігаються порушення з боку серцево-судинної та дихальної систем, травного каналу.

Рентгенологічно рахіт характеризується остеопорозом (розрідженням) кісток у зв'язку зі зменшеною кальцинацією. Порушується трабекулярна структура кістки, особливо в зонах росту. У місцях, де навантаження на кістку велике, кісткова речовина може розсмоктуватися.
Рахітичний кіфоз (викривлення хребта назад) слід відрізняти від туберкульозного спондиліту, за якого в ділянці уражених хребців утворюється кут, що не зникає і тоді, коли дитину піднімають за ноги в положенні лежачи на животі.
Запідозрити перенесений рахіт можна при природженій дисплазії кульшових суглобів, коли у дитини спостерігається качина (перевальцем) хода. Однак діагноз дисплазії слід встановити після народження дитини, задовго до появи ознак рахіту.

При природженому спадковому захворюванні — хондродистрофії — спостерігається порушення росту скелета: короткі кінцівки (мікромелія) за нормальної довжини тулуба, різкий поперековий лордоз, кисть у вигляді тризубця. Характерний вигляд хворих дає змогу визначити рахіт уже на першому році життя.

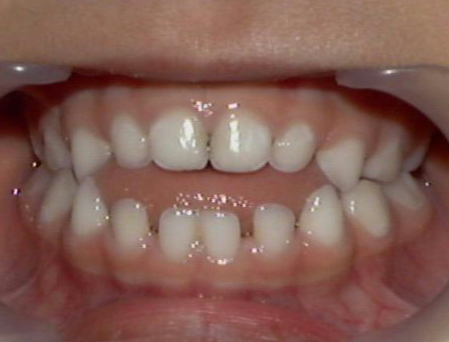
Відкритий прикус в ряду молочних зубів

Рахіт визначають і за ламкістю кісток (незавершеного кісткоутворення), яке є природженим захворюванням. Повні переломи кісток зі зміщенням відламків, множинними кістковими мозолями спричинюють спотворення скелета. Характерними є блакитні склери, мікромелія. При рахіті можуть виникати надломи кісток за типом «зеленої гілки».
Затримка появи зубів, пізнє закриття переднього тім'ячка, відставання в рості, великий живіт спостерігається при гіпотиреозі, що помилково можна розцінити як прояв рахіту. Проте під час гіпотиреозу немає явищ остеомаляції та остеоїдної гіперплазії, але є сідлоподібний ніс, великий язик, суха шкіра, відставання в психічному розвитку.
Вроджений сифіліс проявляється змінами будови черепа, кісток гомілки, збільшенням печінки та селезінки, які можуть зустрічатися і при рахіті. При сифілісі спостерігаються риніт, пухирчатка, розеолоподібні висипання, мармуровість шкіри, сідлоподібний ніс, тріада Гатчінсона, шаблеподібні гомілки, позитивні реакції на антигени Treponema pallidum.
Синдром Дауна характеризується відставанням у фізичному розвитку, м'язовою гіпотонією, розхитаністю суглобів, які можуть спостерігатися і при рахіті. Проте діти з синдромом Дауна мають особливий зовнішній вигляд: монголоїдний розріз очей, широке перенісся, епікантус, великий язик, поперечна смуга на долоні. Їм властива різної міри розумова відсталість.

## Лікування і профілактика

Загальний рівень вітаміну D у крові дорослих (нмоль / л) 2018 року: зелене > 75, жовте 50-74, коричневе 25-49. Дослідження проводилося в 46 країнах.

Профілактика рахіту повинна проводитися ще до народження дитини (антенатальна) та в перші два роки життя (постнатальна). Профілактику рахіту в антенатальному та постнатальному періоді поділяють на неспецифічну та специфічну. Антенатальна неспецифічна профілактика охоплює: 1) руховий режим; 2) перебування на свіжому повітрі; 3) збалансоване харчування; 4) вживання овочів, фруктів, молока, молочних продуктів, м'яса, моркви, риби, печінки.
Антенатальною специфічною профілактикою є: 1) УФО в останні 2 міс вагітності; 2) призначення вітамінних препаратів (1 драже ергокальциферолу 1000 мг 1 раз на день); 3) «Гендевіт» по 1 драже '(250 мг ергокальциферолу) 2 рази на день в останні місяці вагітності, всього на курс 60 000 мг ергокальциферолу.
Неспецифічна постнатальна профілактика рахіту передбачає: 1) руховий режим; 2) прогулянки; 3) повітряні ванни; 4) масаж; 5) ЛФК; 6) збалансоване харчування: а) грудне вигодовування; б) адаптовані суміші при змішаному та штучному вигодовуванні; в) соки, овочевий прикорм, печінку, м'ясо.
Специфічна постнатальна профілактика у недоношених дітей починається з двотижневого віку. Призначають ергокальциферол (олійний або спиртовий розчин) або відехол (25 днів по 20 000 мг на добу, на курс 500 000 МО препарату разом з препаратами кальцію). Закінчивши профілактичне введення ергокальциферолу або відехолу, на 1 міс призначають цитратну суміш, потім проводять УФО (25 сеансів). У разі потреби (осінньо-зимовий період, обтяжений антенатальний період) курс УФО повторюють через 1—2 міс. Доношеним дітям з 20—30-го дня життя призначають ергокальциферол або відехол протягом 15….20 днів по 20000….25000 МО на добу (на курс 300000….400000 мг). Після закінчення курсу ергокальциферолу або відехолу на 1 міс. дають цитратну суміш, потім проводять 25 сеансів УФО. В осінньо-зимовий період УФО можна повторити через 1—2 міс. Якщо дитину вигодовують сумішшю «Малютка», «Малиш», «Віталакт» (сухий препарат), дозу кальциферолу зменшують наполовину.
Лікування рахіту передбачає неспецифічні або специфічні заходи. До неспецифічних належать: 1) дієтотерапія (корекція харчування, соки, овочеві страви на 1 міс раніше, печінка, м'ясо, жовток); 2) руховий режим, повітряні ванни, прогулянки; 3) масаж і ЛФК; 4) лікувальні ванни (солоні та хвойні); 5) теплові процедури (парафін, пісок).
Специфічні заходи: призначення ергокальциферолу або відехолу у разі І ступеня рахіту по 40 000 мг на добу протягом 15 днів, усього 600 000 мг, при II ступені — по 40 000 мг на добу протягом 20 днів, усього 800 000 мг; під час III ступеня по 40 000 мг на добу протягом 25 днів, усього 1 000 000 мг. Препарати кальцію призначають за гострого перебігу рахіту. При м'язовій Гіпотонії вводять вітаміни (тіамін, рибофлавін, піридоксин, нікотинову та аскорбінову кислоти), АТФ, дибазол, при анемії — протианемічні препарати. Після закінчення курсу ергокальциферолу або відехолу призначають цитратну суміш на 1 міс, після неї 2 курси УФО з перервою 1—2 міс. Дітей з І і II ступенями рахіту доцільно лікувати в амбулаторних умовах, а з III ступенем —у стаціонарі. Якщо призначають високі дози ергокальциферолу, щотижня слід проводити пробу Сульковича (вміст кальцію в сечі). Загальна кількість ергокальциферолу, яку може одержати дитина протягом першого року життя, не повинна перевищувати 1 000 000 мг.

### Рахітоподібні захворювання і форми рахіту, які рідко зустрічаються
Уроджений рахіт — захворювання, яке розвивається внутрішньоутробною і зумовлюється неповноцінним харчуванням матері під час вагітності, нестачею вітамінів, ураженням ендокринної і кісткової систем. У новонародженої дитини спостерігаються клінічні прояви рахіту (краніотабес, вервиці, «нитки перлів», остеопороз).
Пізній рахіт — прогресування рахіту, загострення процесу, яке зустрічається в дітей у віці 5 років. Клінічно проявляється поганим апетитом, пітливістю, болем у ногах. Виражені викривлення кісток нижніх кінцівок (О-подібні та Х-подібні ноги). Лабораторно пізній рахіт визначається анемією, зниженням рівня фосфору в крові, підвищенням активності фосфатази.
Лікування. Призначення ергокальциферолу, раціональна дієта, лікувальна гімнастика і масаж.
Рахітоподібні остеопатії бувають при хронічних захворюваннях травного каналу, порушеннях засвоєння жирів і кальциферолу, при хронічному гломерулонефриті, природжених аномаліях нирок. Клінічні прояви подібні до тих при рахіті.
Гіпофосфатемічна, або ниркова, остеодистрофія (фосфатний діабет за Фанконі і Жірардо) — спадкове захворювання. Причиною є зниження всмоктування фосфатів у канальцях нирок, кишках. Клініка: Біль у нижніх кінцівках і їхня деформація, відставання в рості. Під час лабораторних досліджень відзначається гіпофосфатемія, гіперфосфатаземія, вміст кальцію в крові в нормі або дещо підвищений. Лікування: здорове харчування, максимальне перебування на свіжому повітрі, призначення ергокальциферолу по 50000—100000 МО на день (необхідний контроль за вмістом фосфору і кальцію в крові, активністю фосфатаз). При нормалізації лабораторних і рентгенологічних показників доцільним є ортопедичне лікування.
Синдром де Тоні — Дебре — Фанконі — спадкове захворювання, пов'язане з порушенням зворотного всмоктування фосфатів, глюкози та амінокислот. Клінічні ознаки: поліурія, блювання, відсутність апетиту, кісткові деформації, відставання в рості, підвищена ламкість кісток, збільшення печінки і селезінки. У крові — гіпофосфатемія, гіпокальціємія, знижений лужний резерв, у сечі — амінокислоти, білок і глюкоза.
Гіперфосфатемічна, або ниркова, остеодистрофія (гіперфосфатемічний рахіт Фанконі). Захворювання пов'язане зі зниженою здатністю клубочків до виведення фосфатів. Клінічні прояви: деформація нижніх кінцівок, затримка росту. При лабораторних дослідженнях відзначаються гіперфосфатемія, гіпокальціємія, підвищення кількості залишкового азоту, гіперхолестеринемія. Лікування спрямовується на відновлення функції нирок. У великих дозах під контролем показників крові, призначають ергокальциферол.
| захворювання | Це незавершена стаття про хворобу, синдром або розлад. Ви можете допомогти проєкту, виправивши або дописавши її. |

1. 1 2  NDF-RT